# КовиВак
КовиВак — кандидат на вакцину проти COVID-19, який створений на основі інактивованого вірусу SARS-CoV-2, та виробляється ФДБНУ «Федеральний науковий центр досліджень і розробки імунобіологічних препаратів імені М. П. Чумакова РАН».

## Опис вакцини
До складу 1 дози, яка містить 0,5 мл вакцини, входять:
- діюча речовина — антиген інактивованого коронавірусу SARS-CoV-2 (штаму AYDAR-1, інактивований β-пропіолактоном) — не менше 3 мкг.
- додаткові речовини: гідроксид алюмінію — 0,3—0,5 мг; фосфатний буферний розчин (динатрію фосфат дигідрат, натрію дигідрофосфату дигідрат, натрію хлорид, вода для ін'єкцій) — до 0,5 мл вакцини.

«КовиВак» випускається в ампулах по 0,5 мл (1 доза). Зберігання препарату потребує дотримання холодового ланцюга від + 2 до + 8 °С. Термін придатності препарату складає 6 місяців. Курс вакцинації передбачає двократне внутрішньом'язове введення «КовиВак» з інтервалом у 2 тижні.

## Історія
У 2020 році ФДБНУ «Федеральний науковий центр досліджень і розробки імунобіологічних препаратів імені М. П. Чумакова» розпочав розробку власної вакцини проти COVID-19. Її розроблено на основі інактивованого (вбитого) вірусу SARS-CoV-2 із гідроксидом алюмінію як ад'ювантом, і кандидат на вакцину отримав назву «КовиВак». До грудня 2020 року проведено доклінічні дослідження препарату, та розпочато клінічні дослідження кандидата у вакцини.

## Реєстрація та поширення вакцини
28 січня 2021 року за словами Тетяни Голікової, заплановано реєстрацію «КовиВак» на середину лютого 2021 року. Тоді ж уперше озвучено офіційна назва кандидата у вакцини. 19 лютого 2021 року вакцину «КовиВак» зареєструвало міністерство охорони здоров'я Росії (реєстраційне посвідчення № 006800), про що повідомив голова уряду Росії Михайло Мішустін 20 лютого 2021 року на урядовій нараді. Ще місяць має піти на контроль якості вже випущених партій препарату, у березні 2021 року близько 100 тисяч доз вакцини має поступити для широкого доступу населення. За словами заступника генерального директора з проектної діяльності та інновацій центр досліджень і розробки імунобіологічних препаратів Костянтина Чернова, за рік планується випускати близько 10 мільйонів доз «КовиВак».
З 3 грудня 2020 року вакцини проти COVID-19 включені у Росії до переліку життєво важливих та найважливіших лікарських препаратів. Вакцинація проти COVID-19 у Росії також внесена до національного календаря профілактичних щеплень для вакцинації за епідемічними показами.

## Ефективність та безпечність
20 лютого 2021 міністр охорони здоров'я Росії Михайло Мурашко заявив про те, що вакцина «КовиВак» довела свою ефективність та безпечність під час клінічних досліджень. Того ж дня директор центру імені Чумакова Айдар Ішмухаметов заявив у інтерв'ю про те, що у 15 % вакцинованих «КовиВак» не виробились захисні антитіла. Висловлено припущення, що це може відбутись пізніше.